# Бареа (Кампобасо)
Бареа је насеље у Италији у округу Кампобасо, региону Молизе.
Према процени из 2011. у насељу је живело 78 становника. Насеље се налази на надморској висини од 765 м.